# Villoria
Villoria ist der Hauptort des gleichnamigen Parroquia Villoria in der Gemeinde Laviana der autonomen Region Asturien in Spanien.

## Geographie
Villoria ist ein Ort mit 601 Einwohnern (2011). Es liegt auf 340 msnm.
Villoria ist 4 km von Pola de Laviana, dem Hauptort der Gemeinde Laviana entfernt.

### Gewässer
Der Rio Salencia mündet nahe Villoria in den Rio Villoria, welcher in den Rio Nalon mündet.

### Verkehrsanbindung
Nächster Flugplatz ist der Flughafen Asturias
Von Gijón:

Autovía minera (AS-1) Richtung Mieres, weiter Richtung Langreo, bei Puerto de Tarna auf die AS-17. Nach Pola de Laviana die 1. Ausfahrt nach Villoria (3 km) (AS-252).
Von Oviedo:

Autobahn Richtung Santander (A-8) Abzweigen Richtung Langreo, bei Puerto de Tarna auf die AS-17. Nach Pola de Laviana die 1. Ausfahrt nach Villoria (3 km) (AS-252).

## Wirtschaft
Seit alters her wird Kohle und Eisen in der Region abgebaut, heute baut noch die Tourismusindustrie daran auf. Die Land- und Forstwirtschaft prägt seit jeher die Region. Der örtliche Handel und das Handwerk findet in klein- und mittelständischen Betrieben statt.

## Sehenswürdigkeiten
- Kirche San Nicolás
- Cueva de los Fugaos (Höhle)
- römische Brücke über den Fluss, die immer noch benutzt wird

## Feste
- 13. Juni, Fest für den Schutzpatron San Antonio
- Mitte November Fiesta de la Castaña